# Šárka Kubínová
Šárka Kubínová (* 19. dubna 1988 Havlíčkův Brod) je česká volejbalistka. Od roku 2016 působí na pozici nahrávačky v klubu VK UP Olomouc. Je čtyřnásobnou vítězkou české extraligy, s týmem VK AGEL Prostějov vyhrála v roce 2011 Středoevropskou ligu. Za českou reprezentaci nastoupila na mistrovství Evropy ve volejbale žen 2011, kde Češky obsadily osmé místo.

## Kariéra
| klub                 | od          | do          |
| -------------------- | ----------- | ----------- |
| VK Královo Pole Brno | 2003 – 2004 | 2009 – 2010 |
| VK AGEL Prostějov    | 2010 – 2011 | 2011 – 2012 |
| Volley Köniz         | 2012 – 2013 | 2013 – 2014 |
| Lokomotiv Baku       | 2014 – 2015 | 2015 – 2016 |
| Volejbal Přerov      | 2015 – 2016 | 2016        |
| VK UP Olomouc        | 2016        |             |